# Tetracromía
Tetracromía (de tetra -"cuatro"- y croma -"color"-) es una característica visual: los tetracrómatas ven más colores de los habituales por tener cuatro tipos de receptores del color, cuando lo habitual es tener tres.
La tetracromía es más probable que se presente en mujeres, con una prevalencia en torno al 18% de la población femenina.

## En anatomía
A finales del siglo XVIII,se incorpora la tetracromia, mejorando de esta manera los atlas anatómicos del momento y siendo más parecidos a los actuales. Destacamos a Jacques gautier d´Agoty (1746) como padre y promotor de dicha técnica.
Aunque es habitual utilizar el término de forma indistinta con "cuatricromía", no debe confundirse con éste, que es un procedimiento utilizado en artes gráficas, especialmente en fotograbado, para la obtención de todos los colores a partir de cuatro colores fundamentales. Se realiza a partir de la tricromía aumentando un cuarto clisé para obtener el negro (un "no color", pero que da intensidad y permite una reproducción más fiel al original).